# 凯文·麦格拉思
凯文·麦格拉思（英語：Kevin McGrath，1946年3月16日—），澳大利亚男子摔跤运动员。他曾代表澳大利亚参加1966年大英帝国和英联邦运动会摔跤比赛，获得男子57公斤级银牌。